# District de Tarascon (Ariège)
Pour les articles homonymes, voir district de Tarascon.
Le district de Tarascon était une division territoriale française du département de l'Ariège de 1790 à 1795. Le district a été transféré à Foix en 1795.

## Composition
Il était composé de 11 cantons : Ax, La Bastide-de-Sérou, Les Cabannes, Foix, Lavelanet, Montferrier, Quérigut, Saint-Paul-de-Jarrat, Saurat, Tarascon et Vicdessos.

En 1791, 6 communes de l'Aude sont rattachés au district : l'Aiguillon, la Couronne, Bélesta, Fougax et Villac.